# Oh! great
Ito Ogure (大暮 維人, Ogure Ito, Hyuga, 22 februari 1972), professioneel gekend als Oh! great, is een Japans mangaka. Hij is vooral bekend voor de manga Tenjho Tenge en Air Gear. In 2006 won hij de Kodansha Manga Prijs voor shonen voor Air Gear. Ogure tekende ook de hentai reeks Silky Whip. Naast manga ontwierp hij alternatieve outfits voor personages uit het PlayStation 2 spel Tekken 5. Ook ontwierp hij het personage Ashlotte voor het spel Soul Calibur IV.

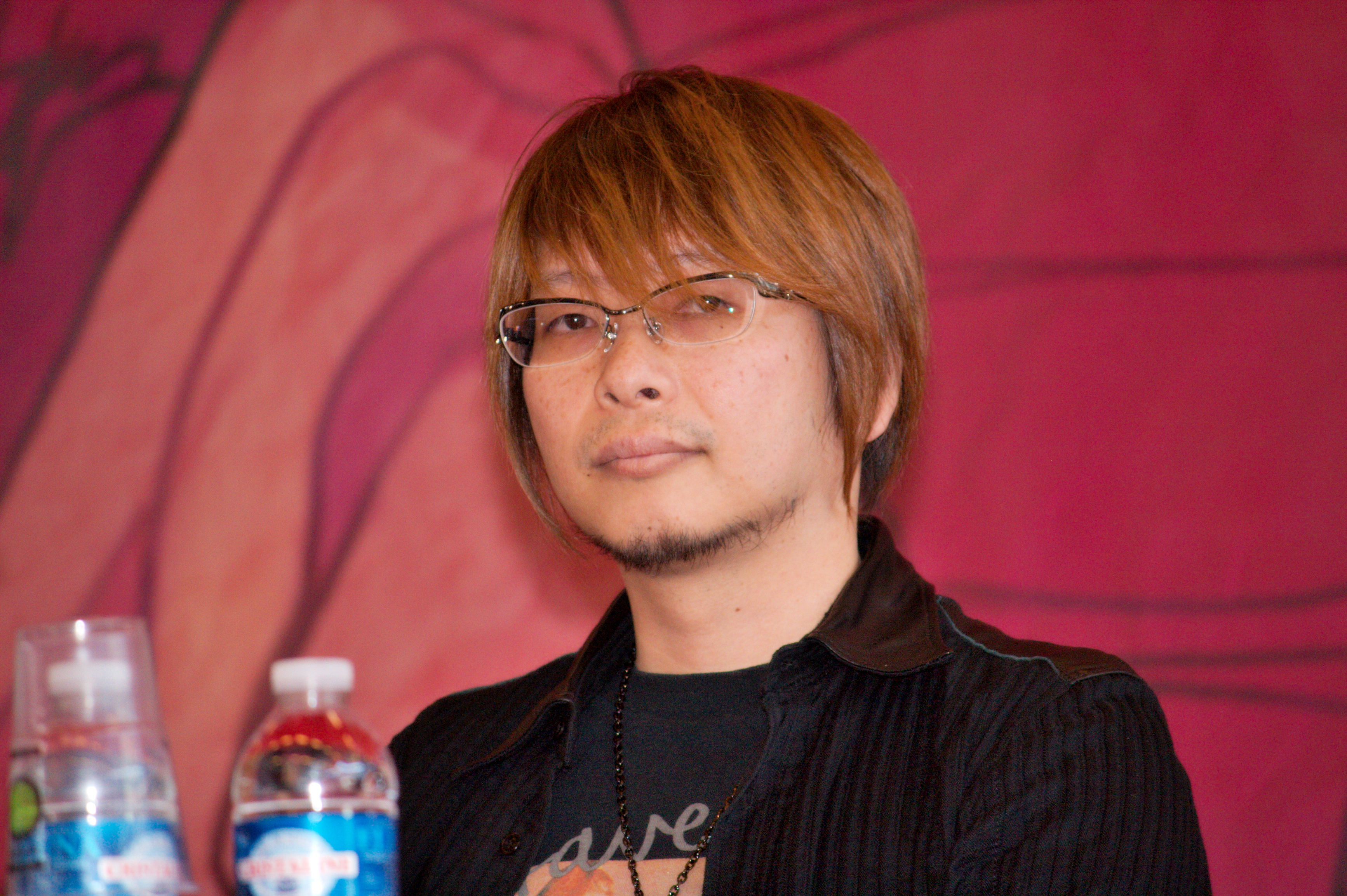
Oh! great in 2008

Het pseudoniem Oh! great is een woordspeling. Zijn naam Ogure Ito wordt op een gelijkaardige manier uitgesproken als het Engelse Oh great (ogureto). Oh slaat ook op het Japanse woord voor koning. Hierdoor kan zijn bijnaam in het Japans gelezen worden als de grote koning.

## Stijl
Oh! great's oeuvre bevat veel geweld en flashbacks. Hij gebruikt veel Engelse woorden in zijn boeken. Zijn vrouwelijke personages worden zeer geseksualiseerd weergegeven en zorgen voor veel fanservice.

## Oeuvre en samenwerkingen
- Biorg Trinity
- Tenjho Tenge
- Air Gear
- Silky Whip
- Legend of Himiko
- Majin Devil
- Naked Star
- Burn-Up W and Burn-Up Excess
- Tekken 5
- Tekken 6
- Tekken Tag Tournament 2
- Soulcalibur IV
- Pen & Ink (in samenwerking met Yasuhiro Nightow en Satoshi Shiki (2006), uitg. door Digital Manga)[2]
- Digimon Cyber Sleuth
- Bakemonogatari

- Bibliothèque nationale de France: cb13624631x (data)
- Gemeinsame Normdatei: 123780071
- International Standard Name Identifier: 0000 0001 1491 6173
- Library of Congress Control Number: n2006089256
- Bibliotheek van het Japanse parlement: 00417417
- Nationale Bibliotheek van Tsjechië: xx0058866
- Nationale Bibliotheek van Israël: 987007411957805171
- Système universitaire de documentation: 081258305
- Virtual International Authority File: 50143908
- WorldCat: E39PBJx4thVyjvWHmh8pr49hpP